# Liter (tijdschrift)
Liter is een Nederlands literair tijdschrift dat sinds 1998 bestaat. 
Liter is als literair tijdschrift gespecialiseerd in religie. Interactie tussen literatuur en religie wordt gesignaleerd, geanalyseerd en de ruimte geboden. Liter ziet zichzelf als een podium voor literatuur dat levensbeschouwelijke noten kraakt. De Stichting Liter heeft volgens haar statuten ten doel ‘de beoefening te bevorderen en de bekendheid te (doen) vergroten van christelijke literatuur’, door middel van het uitgeven van een literair tijdschrift, genaamd Liter;  anno nu is uitgave van het literaire kwartaaltijdschrift Liter nog steeds de voornaamste activiteit van Stichting Liter. Sinds 2020 profileert het tijdschrift zich met de ondertitel ‘lezen is geloven’. Religie wordt breed opgevat en tegelijk ligt de focus op het christendom. Verhalen en gedichten hebben vaak een religieuze inslag of zijn afkomstig van auteurs die op andere momenten blijk hebben gegeven van religieuze belangstelling. In beschouwingen en interviews komt het verschijnsel godsdienst altijd op enigerlei wijze aan de orde. Liter is een professioneel tijdschrift dat in de lucht gehouden wordt door een team van vrijwillige redacteuren.

## Geschiedenis
Liter ontstond in 1998 waarin de twee christelijk-literaire tijdschriften Woordwerk en Bloknoot opgingen. Woordwerk was in 1983 opgericht door Hans Werkman, Bloknoot in 1991 door Dirk Zwart. Werkman werd de eerste redacteur van Liter, Zwart volgde hem na een jaar op. 
In verband met een daling in het aantal abonnees maakte het bestuur van Liter in oktober 2020 bekend dat het tijdschrift om financiële redenen zou moeten stoppen: de honderdste editie, die in december 2020 verscheen, zou tevens de laatste zijn. In het voorjaar van 2021 werd Liter gered dankzij een intensieve campagne op social media. In 2021 verschenen drie afleveringen, Water (nr. 101), Brood (nr. 102) en Zout (nr. 103). In 2022 verschenen weer vier afleveringen (nr. 104 t/m 107 met als thema's Vrees niet, Ga op weg, Hier ben ik en Heb Lief). Bovendien verscheen samen met het decembernummer een speciale uitgave ter gelegenheid van het vijftigjarig dichterschap van adviserend redacteur Willem Jan Otten. Ik schrijf je, is een eerbetoon aan Otten, geschreven door gastschrijver Gerda Blees en vormgegeven door Steven van der Gaauw.  

## Inhoud
Literair tijdschrift Liter is het podium waar de interactie tussen literatuur en religie gestalte krijgt. Het motto van Liter is Lezen is geloven. Liter zoekt naar hoe de sporen van het christendom, in het voetspoor van het jodendom, van blijvende betekenis zijn voor de cultuur. In het tijdschrift verschijnen poëzie, proza en essays die vooral gedachtegoed vanuit de brede Europese christelijke traditie verbeelden en tegen het licht houden. Intussen heeft zich naast het tijdschrift ook een volwaardige site ontwikkeld. 
Naast aandacht voor inhoud staat bij Liter ook de vormgeving centraal. Het werk van vormgever en tevens redactielid Steven van der Gaauw (werkzaam voor Liter sinds 1998) werd voor enkele edities van Liter (nummers 70, 71 en 72) bekroond door de prestigieuze Stichting De Best Verzorgde Boeken, verbonden met het Stedelijk Museum. De jury schrijft over Liter: "Het papieren literaire tijdschrift is in ons kleine taalgebied langzamerhand een soort dodo geworden. Helemaal bijzonder is het om een specimen aan te treffen dat zo gaaf is als Liter. Het vergt een enorme dosis toewijding om zo’n blad in de lucht te houden. Met de vormgever als lid van de redactie deelt ook de uitvoering van het blad in die toewijding. Om kosten te besparen is voor een klein lettercorps gekozen, maar als flankerende maatregel is er goed gedoseerd witgebruik, zodat de leesbaarheid glorieus overeind blijft. Cursief, vet, voetnoten, verticale hoofdregels, de inspringing, de asterisk, alles is trefzeker ingezet. De jury sprak van hogeschooltypografie. Waar er beelden zijn, nemen die onbekrompen een volle pagina in beslag. Op het omslag laat de vormgever zien dat hij nog andere registers kan bespelen dan alleen dat van de typografische verfijning. "

## Huidige tijdschrift
De redactie van Liter bestaat uit: Levi Jacobs - hoofdredacteur; Tim Pardijs - eindredacteur; Menno van der Beek - poëzieredacteur; Reinout Wibier - redacteur essays; Joost Vormeer - redacteur verhalen; Leendert van der Sluijs - redacteur internet; Jetty Huisman - redacteur besprekingen en Steven van der Gaauw - beeldredacteur en vormgever van Liter. 
Het bestuur van Liter anno 2021 bestaat uit: Rien Fraanje - voorzitter; Anke Brons - secretaris; Hendrik Brons - penningmeester; Gerda van de Haar - algemeen bestuurslid; Robbert-Jan van de Werken - bestuurslid publieksbereik. 
In 2013 kreeg Liter een stipendium toegekend van € 25.000 van het Prins Bernhard Cultuurfonds en het Nederlands Letterenfonds. Als argumentatie daarbij werd aangegeven: "Het is een inhoudelijk sterk tijdschrift met een levensbeschouwelijk karakter, dat zich ook duidelijk als zodanig positioneert." Ook in 2024 kreeg Liter van het Nederlands Letterenfonds een vierjarige subsidie toegekend.

## Gastschrijvers
Sinds 2011 nodigt Liter een schrijver uit om een jaar lang te gast te zijn als schrijver en vaak ook meedenker:
- 2025 Arnon Grunberg
- 2024 Emy Koopman
- 2023 Jon Fosse
- 2022  Gerda Blees
- 2021  Franca Treur
- 2020  Nicole Montagne
- 2018  Abdelkader Benali
- 2017  Tommy Wieringa
- 2016  Benno Barnard
- 2015  Les Murray ✝
- 2014  Désanne van Brederode
- 2013  Marcel Möring
- 2012  Willem Jan Otten
- 2011  Oek de Jong